# 6853 Silvanomassaglia
6853 Silvanomassaglia eller 1986 CD2 är en asteroid i huvudbältet som upptäcktes den 12 februari 1986 av den belgiske astronomen Henri Debehogne vid La Silla-observatoriet. Den är uppkallad efter den italienska astrofysikern Silvano Massaglia.
Asteroiden har en diameter på ungefär 3 kilometer och den tillhör asteroidgruppen Flora.